# Vulcaniella rosmarinella
Vulcaniella rosmarinella là một loài bướm đêm thuộc họ Cosmopterigidae. Nó được tìm thấy ở khu vực xung quanh Địa Trung Hải, về phía đông đến Crete.
Ấu trùng ăn Rosmarinus officinalis.Chúng ăn lá nơi chúng làm tổ. 